# Draadsporige viltmollisia
De draadsporige viltmollisia (Mollisia filispora) is een schimmel behorend tot de familie Mollisiaceae. Hij leeft op stengels van grasachtigen. Hij komt voor in loofbossen op kalkrijke leem.

## Verspreiding
In Nederland komt de draadsporige viltmollisia zeer zeldzaam voor. 